# Hildesheimer Straße (Hannover)
Die Hildesheimer Straße (hɪldəshaɪ̯mɐ ʃtʁasə) ist eine vierspurige Wohn- und Geschäftsstraße in Hannover und der südlich angrenzenden Stadt Laatzen. Von den circa 14 Kilometern Gesamtlänge entfallen etwa sechs Kilometer auf das Stadtgebiet von Hannover und acht Kilometer auf das von Laatzen. Die Straße ist eine der längsten der Landeshauptstadt. Benannt ist sie nach der Stadt Hildesheim.

## Verlauf
Die Hildesheimer Straße verläuft vom hannoverschen Stadtzentrum aus in relativ gerader Linie in ungefähr südsüdöstlicher Richtung. Sie beginnt am Aegidientorplatz und durchquert als Ausfallstraße die hannoverschen Stadtteile Südstadt, Waldhausen, Döhren und Wülfel. Wichtige Anlieger der Straße sind die Stadtbibliothek Hannover, das Haus der Region der Region Hannover und die Gilde Brauerei. Der Stadtfriedhof Engesohde grenzt an die Straße an. Die Hildesheimer Straße wird in Waldhausen von der Bahnstrecke Hannover–Altenbeken und dem Südschnellweg überbrückt.
Kurz hinter der Straße Am Brabrinke überquert die Hildesheimer Straße die Stadtgrenze nach Laatzen, hier beginnt die Zählung der Hausnummern wieder von vorn. Die Straße durchquert die Laatzener Stadtteile Alt-Laatzen, Grasdorf, Rethen und Gleidingen. Bedeutende Anlieger sind hier das Stadtbad aquaLaatzium und das Klinikum Agnes Karll des Klinikums Region Hannover. Hinter der Laatzener Stadtgrenze wird sie im Sarstedter Ortsteil Heisede zur Heiseder Straße. In Grasdorf führt die Hannöversche Südbahn über sie hinweg.
Sowohl in Hannover als auch in Laatzen ist die Bebauung der Hildesheimer Straße durch gemischte Wohn- und Geschäftsgebäude geprägt. Die Straße dient den Bewohnern der umliegenden Stadtviertel zur Nahversorgung.

## Geschichte
1382 wurde der Döhrener Turm erbaut. Er lag an der damals noch nicht näher bezeichneten Handelsstraße nach Hildesheim. 1750 wurde die Hildesheimer Straße auf alten Karten als Chaussee nach Hildesheim, Braunschweig und Goslar bezeichnet. 1845 bekam sie in der Stadt Hannover ihren heutigen Namen. In der Gemeinde Grasdorf hatte sie noch 1960 die Bezeichnung „Hildesheimer Chaussee“. Der planmäßige Ausbau begann in den 1860er Jahren. Damit gab es eine durchgängige Route von Herrenhausen nach Döhren. Es wurden Bebauungspläne erstellt, so dass eine systematische öffentliche wie private Bebauung begonnen werden konnte. Dabei ging die Nummerierung zunächst nur bis zum Altenbekener Damm.
In Höhe des heutigen Stadtteils Döhren wurde die Hildesheimer Straße im Jahr 1810 angelegt.
Bis 1864 verlief die Hildesheimer Straße im Zuge der Höltystraße, von der der ehemalige katholische St.-Johannis-Friedhof bis an die Maschstraße reichte.
Im Jahre 1872 wurde eine Pferdebahnlinie vom Steintor bis zum Döhrener Turm errichtet und 1890 bis Laatzen verlängert. Es war die längste und zugleich eine der ersten Strecken der Straßenbahn Hannover. Ab 1893 wurde die Straßenbahn elektrifiziert und 1898 bis nach Hildesheim verlängert.
Mit der Einführung des Reichsstraßensystems wurde die Verbindung von Hildesheim und Hannover Teil der Reichsstraße 6 (Cuxhaven–Dresden–Breslau). Die spätere Bundesstraße 6 wurde in der zweiten Hälfte des 20. Jahrhunderts wie alle Bundesstraßen der Stadt auf den Messe-, Süd- und Westschnellweg verlegt.

### Architektur-EntwürfeHildesheimer Strip
Im Haus der Wirtschaftsförderung der Region Hannover wurde vom 16. bis 25. April 2014 eine Ausstellung organisiert mit Entwürfen von Architektur-Studenten der Leibniz Universität Hannover für eine Neugestaltung der Hildesheimer Straße: Ziel des „Hildesheimer Strips“ waren neue Ideen und Visionen für die „Stadteinfahrt Hannover“.

## Stadtbahn
Ende der 1970er Jahre begann der Umbau der Straßenbahn zur Stadtbahn, bei dem in der Südstadt ein U-Bahn-Tunnel errichtet wurde. Der Tunnel verläuft vom Aegidientorplatz bis zur Hilde-Schneider-Allee. Auf diesem Abschnitt befinden sich die U-Bahn-Stationen Schlägerstraße, Geibelstraße und Altenbekener Damm. Zwischen den Stationen Schlägerstraße und Geibelstraße befindet sich eine eingleisige Kehranlage. Hier können Stadtbahnen aus der Innenstadt z. B. im Störungsfall wenden. Ab der Rampe an der Hilde-Schneider-Allee bis zum Döhrener Turm hat die Strecke einen unabhängigen Bahnkörper, danach verläuft sie auf einem besonderen Bahnkörper, jeweils in Straßenmittellage.
Unter und auf der Hildesheimer Straße verkehren die Linien 1, 2 und 8 sowie bei besucherstarken Messen die Verstärkungslinie 18. Die Linie 1 folgt der Hildesheimer Straße fast auf ganzer Länge bis nach Sarstedt, die Linie 2 führt nach Laatzen und Rethen. Die Linie 8 verlässt die Hildesheimer Straße noch auf hannoverschem Gebiet und biegt Richtung Messe ab.

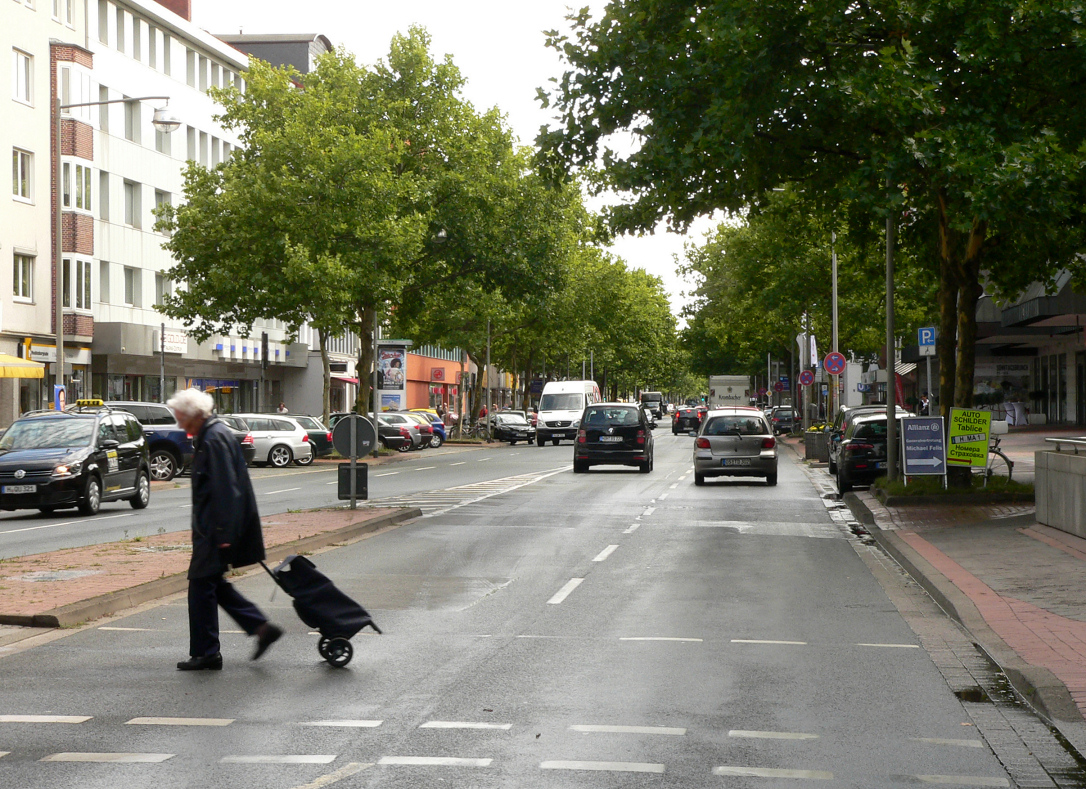
Hildesheimer Straße Richtung stadtauswärts nahe Aegidientorplatz
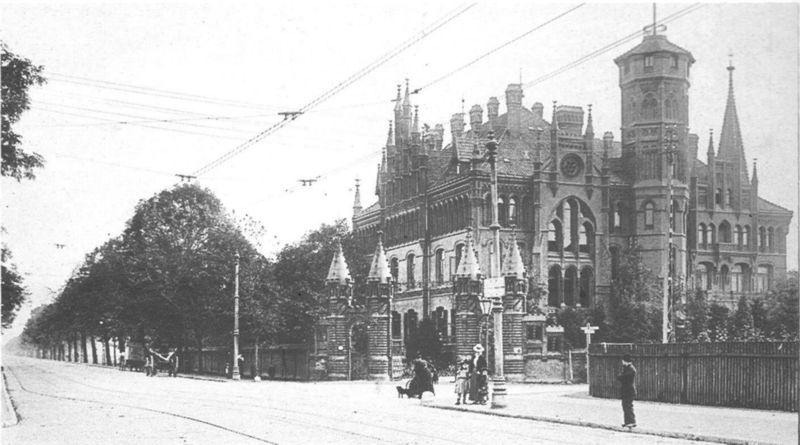
Der südliche Bereich der Straße mit der Villa Willmer um 1900
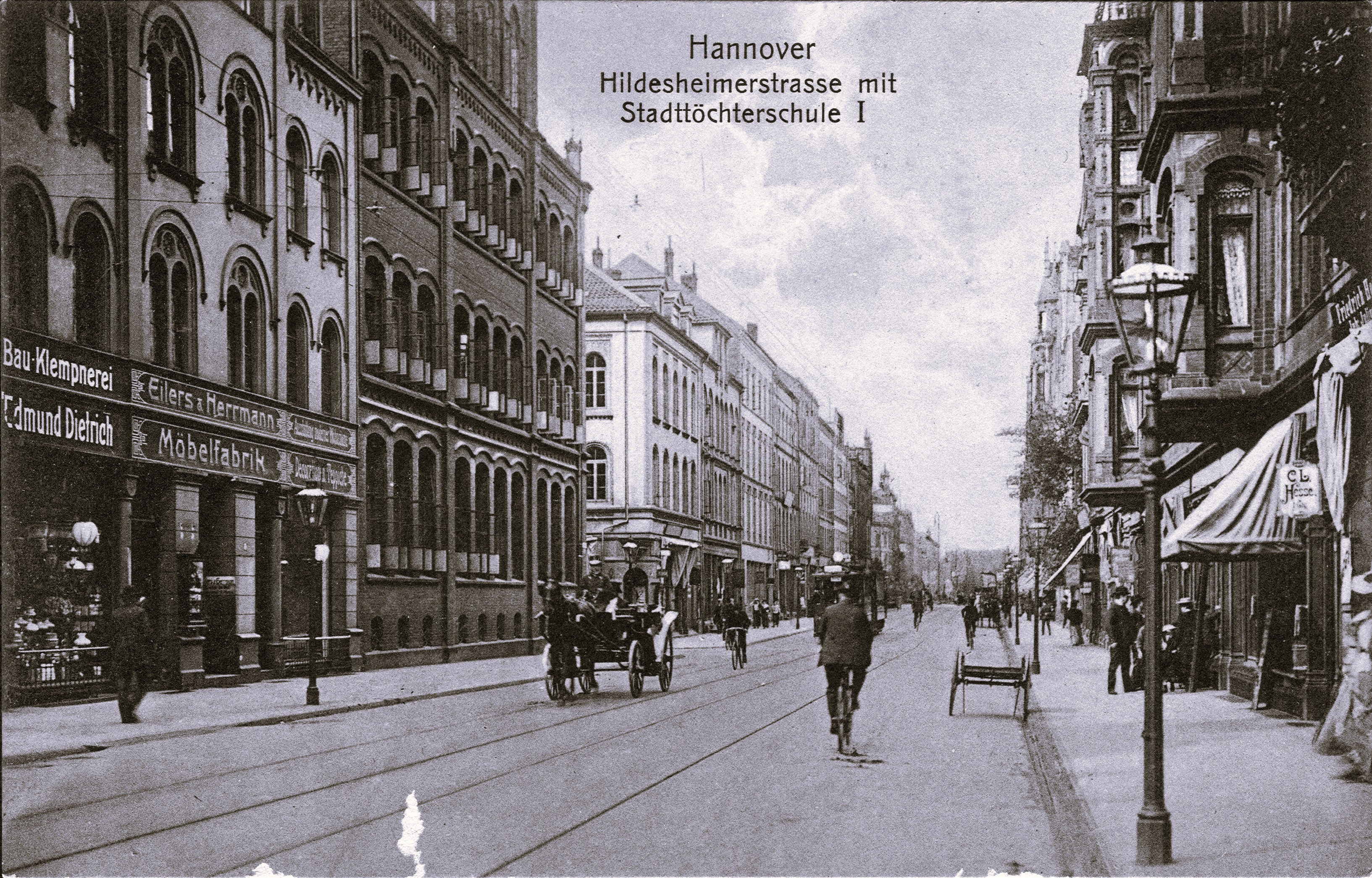
Die Stadttöchterschule I links neben der Kutsche an der Hildesheimer Straße Ecke Aegidiendamm; Ansichtskarte Nummer 389 von Georg Kugelmann, datiert 1906
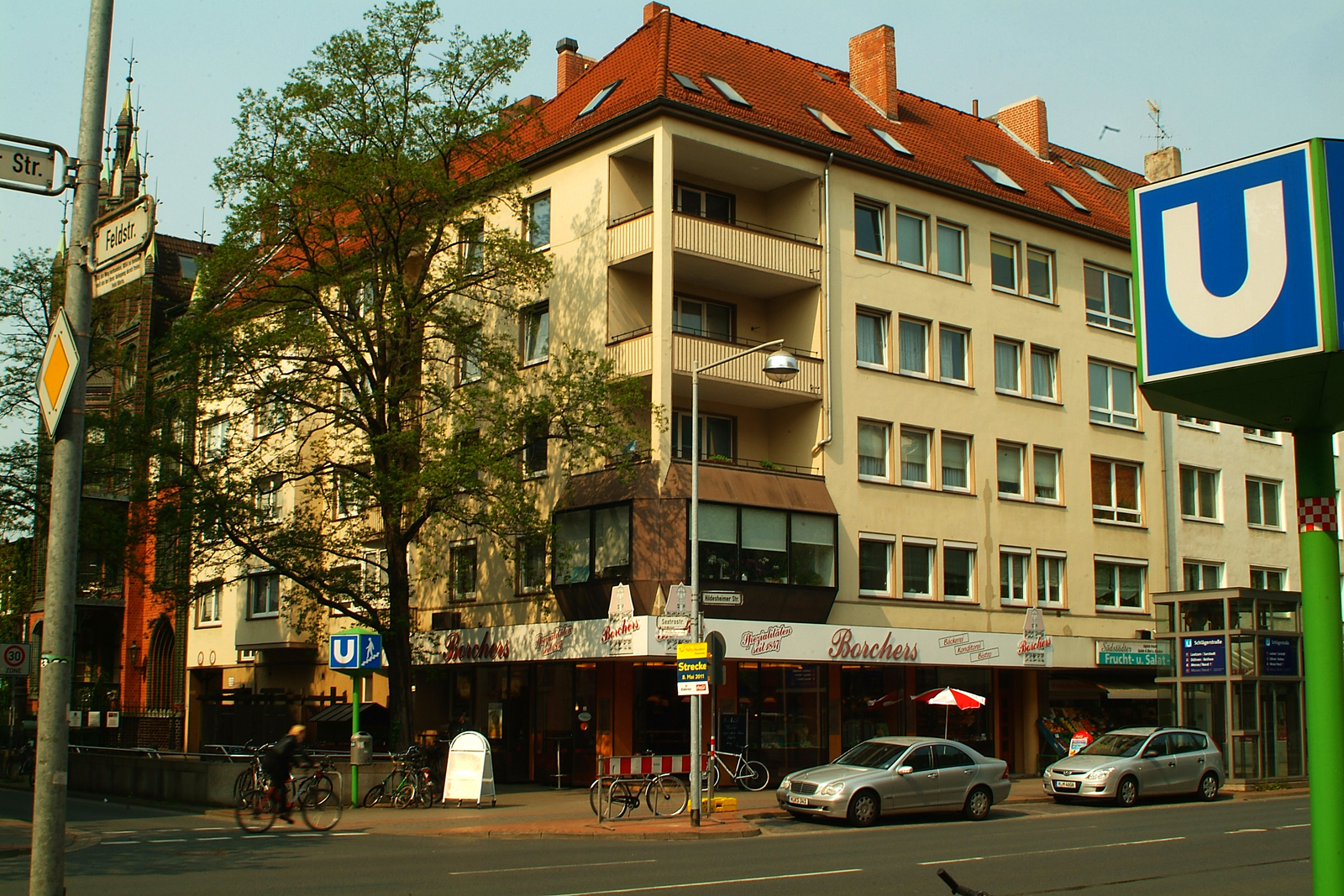
Typisches Wohn- und Geschäftshaus der Nachkriegszeit, Eingang zur U-Bahn-Station Schlägerstraße